# José Lozano (calciatore)
José Rivaldo Lozano Silva (Guadalajara, 5 ottobre 1998) è un calciatore messicano, difensore dell'Atlas.

## Carriera
Cresciuto nel settore giovanile dell'Atlas, debutta in prima squadra il 30 luglio 2019, in occasione dell'incontro di Copa MX pareggiato per 1-1 contro il Pachuca. In seguito viene ceduto in prestito per al Tampico Madero e all'Atlético San Luis, con cui ha esordito in Liga MX il 24 luglio 2021, disputando l'incontro vinto per 1-2 contro il Guadalajara. Il 2 agosto successivo ha realizzato la sua prima rete nella massima divisione messicana, nell'incontro pareggiato per 1-1 contro il Querétaro. Nel 2022 viene acquistato a titolo temporaneo dal Santos Laguna.

## Statistiche

### Presenze e reti nei club
Statistiche aggiornate al 13 marzo 2023.
| Stagione              | Squadra               | Campionato            | Campionato | Campionato | Coppe nazionali | Coppe nazionali | Coppe nazionali | Coppe continentali | Coppe continentali | Coppe continentali | Altre coppe | Altre coppe | Altre coppe | Totale | Totale |
| Stagione              | Squadra               | Comp                  | Pres       | Reti       | Comp            | Pres            | Reti            | Comp               | Pres               | Reti               | Comp        | Pres        | Reti        | Pres   | Reti   |
| --------------------- | --------------------- | --------------------- | ---------- | ---------- | --------------- | --------------- | --------------- | ------------------ | ------------------ | ------------------ | ----------- | ----------- | ----------- | ------ | ------ |
| 2019-gen. 2020        | Atlas                 | LM                    | 0          | 0          | CM              | 1               | 0               |                    | -                  | -                  |             | -           | -           | 1      | 0      |
| gen.-giu. 2020        | Tampico Madero        | AM                    | 3          | 1          | CM              | -               | -               |                    | -                  | -                  |             | -           | -           | 3      | 1      |
| 2020-2021             | Tampico Madero        | LE                    | 27         | 1          |                 | -               | -               |                    | -                  | -                  |             | -           | -           | 27     | 1      |
| Totale Tampico Madero | Totale Tampico Madero | Totale Tampico Madero | 30         | 2          |                 | -               | -               |                    | -                  | -                  |             | -           | -           | 30     | 2      |
| 2021-2022             | Atlético San Luis     | LM                    | 16         | 1          |                 | -               | -               |                    | -                  | -                  |             | -           | -           | 16     | 1      |
| 2022-2023             | Santos Laguna         | LM                    | 9          | 1          |                 | -               | -               |                    | -                  | -                  |             | -           | -           | 9      | 1      |
| Totale carriera       | Totale carriera       | Totale carriera       | 55         | 4          |                 | 1               | 0               |                    | -                  | -                  |             | -           | -           | 56     | 4      |